# Maria Scarpulla
Maria Scarpulla (Gent, 1987) is een Belgisch-Amerikaanse interieurvormgever, licht- en meubelontwerper.

## Levensloop
Al van jongs af aan kwam Scarpulla in aanraking met kunst, o.a. door haar vader, kunstenaar Russell Scarpulla, die haar introduceerde tot kunst, architectuur en design. Scarpulla bracht een groot deel van haar jeugd door in Umbrië. Op haar 10de keerde ze terug naar België. In 2011 studeerde Scarpulla af als interieurvormgever aan LUCA School of Arts in Gent. Na haar studies trok ze naar de Verenigde Staten. Deze reis zette haar aan om te werken aan het project ‘Piece, Earth on sky’, het ontwerpen van een tafel met draaibaar blad in verschillende kleuren.
Scarpulla richtte haar eigen ontwerpbureau op, in samenwerking met Jori Hernalsteen. Als ontwerper onderzoekt Scarpulla hoe kleur een emotioneel versterkend element kan zijn. Volgens haar kunnen kleuren kalmeren, motiveren en stimuleren. Haar werken worden voornamelijk vervaardigd door lokale, ambachtelijke producenten.

## Projecten
- 2020 Campi di Colore, serie van tafels en schilderijen[3]
- 2022 The Vagabond tables, serie van tafels[4]

## Tentoonstellingen
- 2022: ‘Il filo di scarpulla’ - Valerie Traan Gallery, Antwerpen[5]
- 2022: ‘Vagabond Collection’ - Atelier Ecru Gallery, Brussel[6]
- 2022: ‘Vagabond Collection’ - Magellan Summer Project, Knokke[4]

## Erkenning
- 2013: ‘Piece, Earth on Sky’ geselecteerd voor de ‘Ventura Lambrate’ - Salone del Mobile, Milaan[1]